# Centrum (aardrijkskunde)
Centrum is een aardrijkskundig begrip dat "middelpunt" of "kern" betekent.
Het kan betrekking hebben op verschillende schaalniveaus. Op lokaal niveau wordt er veelal het hart van een stad of de dorpskern mee aangeduid, op regionaal of nationaal niveau het (meestal industriële, beter ontwikkelde en aan de kust gelegen) voornaamste gebied, en op mondiaal niveau de rijke, meestal kapitalistische landen (ook wel de eerste wereld).
Centrum staat tegenover het begrip periferie. De periferie van een stad bestaat uit de buitenwijken en voorsteden, de periferie van een land is het (meestal rurale en in het binnenland gelegen) achterland, en op mondiaal niveau wordt met de periferie wel de minder ontwikkelde landen (ook wel de derde wereld) aangeduid.